# Norderoog
Norderoog (Deens: Nøerreog) is een Duits Waddeneiland. Het is een van de Halligen in de Sleeswijk-Holsteinse Waddenzee.
Het eiland heeft een oppervlakte van 9 ha en behoort bestuurlijk tot de gemeente Hooge.
Norderoog is in principe onbewoond, echter bevindt zich aan de noordoostkust van het eiland een vogelbeschermingsstation, tijdelijk bewoond door vogelwachters.
Norderoog is sinds 1939 een beschermd natuurgebied en is onderdeel van het Nationaal park Sleeswijk-Holsteinse Waddenzee, beheerd door de eigenaar Vereniging Jordsand.
- Gemeinsame Normdatei: 4042520-4
- Virtual International Authority File: 248962792